# Camille (film 1912)
Camille è un cortometraggio muto del 1912 diretto da Jay Hunt. È la quarta versione cinematografica del romanzo di Alexandre Dumas figlio. L'anno precedente,  La Dame aux camélias era stata interpretato da Sarah Bernhardt.

## Produzione
Il film fu prodotto da Mark M. Dintenfass per la Champion Film Company, una compagnia indipendente che Dintenfass aveva fondato nel 1909, stabilendone gli studi a Fort Lee, nel New Jersey.

## Distribuzione
Distribuito dall'Universal Film Manufacturing Company, il film - un cortometraggio in due bobine - uscì nelle sale cinematografiche statunitensi il 10 giugno 1912.

## Altre versioni
Numerosi altri film hanno avuto lo stesso titolo, questo è stato il primo ad avere la denominazione "ufficiale" Camille, ma il quinto ispirato al romanzo di Alexandre Dumas (figlio) preceduto da qualche mese da La Dame aux camélias, preceduto poi da: La Dame aux camélias del 1911, La signora delle camelie del 1909 , pellicola italiana che negli Stati Uniti è conosciuta come Camille e preceduto da Kameliadamen, film danese del 1907 diretto da Viggo Larsen.
Il sito Silent Era indica come paese di produzione una generica america (american),ma in base alla nazionalità statunitense della casa di produzione il film può essere considerato "made in USA", mentre altre fonti ne indicano la Francia come paese di produzione ma è una confusione con il film francese del 1912 La Dame aux camélias conosciuto come "Camille" in USA che a sua volta non va confuso con La dame aux camélias del 1911.
Lo stato della pellicola è "sconosciuto" forse perduta.